# Maldito sudaca
«Maldito sudaca» es una canción de la banda chilena Los Prisioneros. Fue escrita por Jorge González en agosto de 1987. El tema lleva los sonidos de un furioso Ska a las voces del racismo europeo. Es la octava canción del tercer disco de la banda, La cultura de la basura, publicado como sencillo en 1987 en formato casete y relanzado en 2005 en formato CD. Además se encuentra en el álbum en vivo Estadio Nacional de 2001 como cuarta pista del segundo disco. Es la única canción de todo el repertorio de la banda en la que se reparten tareas vocales los tres músicos.
Fue grabada en los estudios Fusión, pertenecientes a su mánager Carlos Fonseca. La grabación y mezcla de la música estuvieron a cargo de Alejandro «Caco» Lyon y Antonio Gildemeister, mientras que la versión en vivo fue grabada el 1 de diciembre de 2001 en el Estadio Nacional de Chile y el ingeniero de grabación fue Carlos Barrios.

## Tema
El tema principal de «Maldito sudaca» es la discriminación y xenofobia que afecta a los países de Latinoamérica, de parte de los llamados países desarrollados o del primer mundo. «Sudaca» es un término despectivo para los sudamericanos en España. Según el Diccionario de la Real Academia Española, se define como «adjetivo despectivo coloquial para referirse a un sudamericano».

Está cantada desde el punto de vista de un discriminador, que ve con menosprecio al inmigrante, insultándolo por sus características étnicas y/o raciales, o tratándolo de ladrón y sucio. Para ello se alude a frases amenazantes como «no pongas tus manos en mi car, no te acerques a mi mujer» o «traigo en mi abrigo un revólver».
La canción está dentro de la clasificación temática de Los Prisioneros ligada a la identidad latinoamericana, en conjunto con «Latinoamérica es un pueblo al sur de Estados Unidos», «We are sudamerican rockers» e «Independencia cultural».

## Video
El videoclip fue grabado en 1988 en diferentes ubicaciones de la ciudad de Santiago: en un barrio típico de la ciudad, un parque de diversiones y una feria que se ubica en la Avenida Grecia de la ciudad capital de Chile. Los visitantes de la feria, al percatarse de la presencia de la banda mientras filmaba el video, armaron un gran tumulto, haciendo que los tres integrantes tuvieran que marcharse lo más rápido posible.

Fue heavy. Estuvimos como cinco minutos grabando hasta que se dieron cuenta de que eran ellos y quedó la cagá. Tuvimos que arrancar. Eran un fenómeno, pese a que los tenían censurados en todos lados.
Cristián Galaz

### Descripción
El clip de video empieza mostrando la carátula del disco de Los Beatles Beatles For Sale pintada sobre cubos puestos uno sobre otro formando una pared, y al mismo tiempo comienza la canción en un radio que intenta sintonizar una estación. Entre las canciones que se pueden oír están «A Hard Day's Night» de Los Beatles y «La cultura de la basura» de Los Prisioneros.
Luego la cámara enfoca un barril de basura, y continúa hasta mostrar un cartel donde se anuncia un concierto de Los Prisioneros. Aparecen los tres integrantes de la banda caminando, siendo Miguel Tapia el que patea la portada del disco de la banda británica. 
Enseguida comienza la canción apareciendo uno tras otro los integrantes de la banda mencionando una frase cada uno de la canción. Todo esto transcurre en un barrio comercial pobre de la ciudad de Santiago de Chile, donde la basura está tirada en el piso y las casas y comercios están en mal estado. Luego, la banda aparece en una parque de diversiones (el cual se cree que es el famoso Mampato), donde cantan junto a algunos niños y se van mostrando fotos de ellos sobre una montaña rusa, siguiendo como el comienzo, o sea, diciendo cada uno alguna frase de la canción. 
Después, la banda vuelve al barrio para continuar en una feria típica de la capital chilena, en donde González canta frente una multitud con el fin de mostrar las personas y reventando un tomate en su mano. Durante el resto del tiempo se van intercalando imágenes de la feria, el barrio (donde van pateando las cajas vacías de mercadería que estaban con basura) y el parque. Al final, se muestran ellos tres en el parque y en el momento final, donde se escucha el eco de la canción, Jorge se acerca a la cámara con las manos alrededor de la boca a modo de estar gritando y se pone el efecto de repetición de la imagen al momento de decir «planeta-eta-eta-eta...». Finalmente, se oye una versión instrumental de la canción «Si vas para Chile».

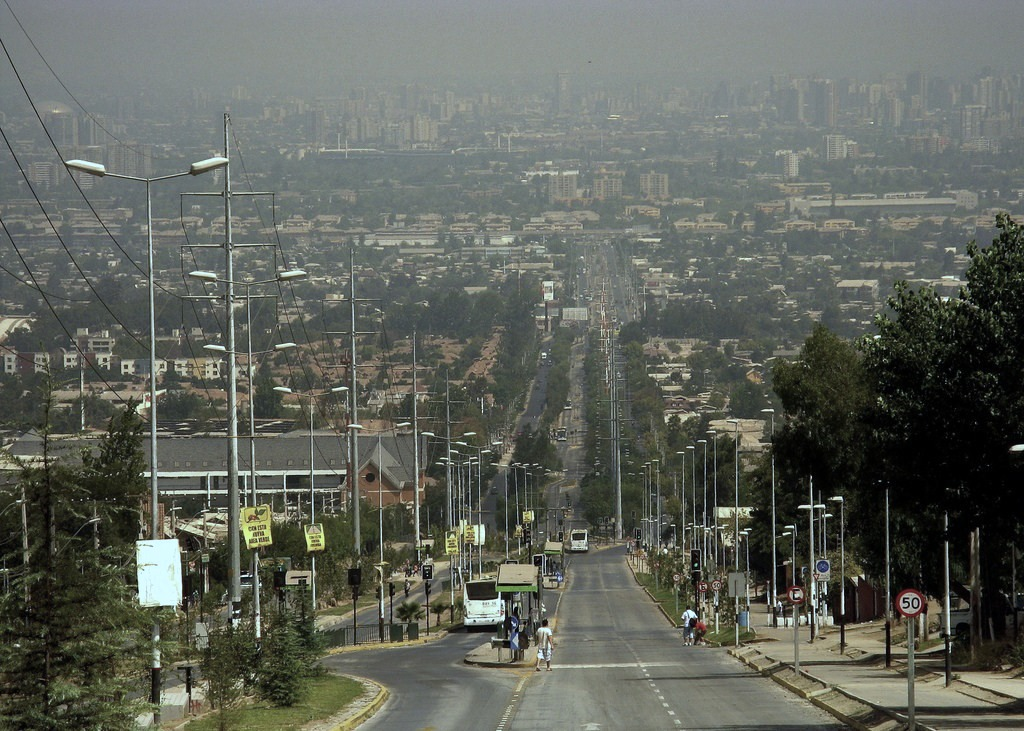
Avenida Grecia con Diagonal Las Torres, en la comuna de Peñalolén, Santiago.

Tenía una bonita carátula, le hicimos un bonito video y ya empezamos a plantear una gira, para el invierno del año '88.
Jorge González en el DVD Antología.

## Maldito sudaca: Conversaciones con Jorge González
La canción también le dio nombre al libro Maldito sudaca: Conversaciones con Jorge González, de Emiliano Aguayo. Fue lanzado el 23 de noviembre de 2005 en una sucursal de la Feria del Disco, y contiene alrededor de 15 horas de conversación entre Aguayo y Jorge González, extraídas de varias entrevistas realizadas en 2004, además de una colección de alrededor de 200 imágenes inéditas de los comienzos de la banda. Publicado por Ril Editores, el libro narra la vida de Jorge, pero poniendo énfasis en la parte que está ligada a la música y a la banda en cuestión. Además se agregan entrevistas en profundidad sobre González de distintos especialistas: el sociólogo y docente Tomás Moulian, el productor musical Caco Lyon, el músico e investigador de rock chileno Tito Escárate, el artista audiovisual Vicente Ruiz, el mánager histórico de Los Prisioneros Carlos Fonseca, el músico alemán electrónico Atom Heart y Loreto Otero (pareja de González y futura integrante junto a este de Los Updates).

## Versiones
Existen dos versiones de este tema. La primera es la que se incluye en la edición para Chile, y la otra es la incluida en la edición latinoamericana de La cultura de la basura.
En la versión en vivo del concierto registrado en el álbum Estadio Nacional, a Claudio Narea se le olvida la letra en la mitad de la canción debido a las constantes improvisaciones de Jorge González. También pronuncia «latino» como lachino, imitando el acento estadounidense.
En 2000 el grupo Glup! grabó un cover para el álbum Tributo a Los Prisioneros.